# ۲۶ دسامبر
۲۶ دسامبر سیصد و شصتمین (در سال‌های کبیسه سیصد و شصت و یکمین) روز سال در گاه‌شماری میلادی است. ۵ روز تا پایان سال باقی‌است.

## رویدادها
- ۱۷۸۸ - ایالت مریلند ده مایل مربع از اراضی خود را اهدا کرد تا در آن شهری به عنوان پایتخت دولت مرکزی ایالات متحده ساخته شود. این شهر که ظرف دو سال احداث شد به شهر واشینگتن، دی.سی. موسوم گردید.
- ۱۸۰۵ - امضای صلح پرسبورگ بین امپراتوری فرانسه و امپراتوری اتریش
- ۱۸۹۸ - ماری و پیر کوری پرتوزا بودن رادیوم را اعلام کردند.
- ۱۹۲۵ - ترکیه به‌طور رسمی تقویم میلادی را مبنای کار خود قرار داد.
- ۱۹۸۲ - روزنامه تایم برای نخستین بار یک غیر انسان یعنی رایانه شخصی را به عنوان شخص سال خود انتخاب کرد.
- ۱۹۹۶ - بزرگ‌ترین اعتصاب در تاریخ کره جنوبی آغاز شد.
- ۱۹۹۸ - عراق قصد خود را برای آتش گشودن بر روی هواپیماهای آمریکایی و بریتانیایی که در شمال و جنوب این کشور منطقه پرواز ممنوع ایجاد کرده بودند اعلام کرد.
- ۲۰۰۴ - زمین‌لرزه ۹٫۳ ریشتری در عمق اقیانوس هند و سونامی حاصل از آن با نزدیک به ۲۳۰ هزار نفر تلفات
- ۲۰۰۶ - در انفجار خط لوله گاز در لاگوس نیجریه دست کم ۲۶۰ نفر کشته شدند.
- ۲۰۱۲ - بلندترین خط آهن قطار تندرو جهان به طول ۲۲۳۰ کیلومتر در جمهوری خلق چین، بین پکن و گوانگ‌ژو افتتاح شد.
- ۲۰۱۸ - میانگین صنعتی داو جونز در بزرگ‌ترین رشد روزانه در تاریخ خود، با ۴٫۹۶ درصد ارتقا، ۱۰۸۶ واحد افزایش پیدا کرد.

## زادروزها
- ۱۸۹۳ - مائو تسه‌تونگ، رئیس‌جمهور خلق چین
- ۱۹۶۳ - لارس اولریک، نوازنده درام متالیکا

## درگذشت‌ها
- ۲۶۸ - دیونیسیوس، پاپ کلیسای کاتولیک
- ۱۵۳۰ - بابر، امپراتوری مغولی هند
- ۱۷۷۱ - کلود آدرین هلوسیوس، فیلسوف و ادیب فرانسوی
- ۱۹۷۷ - هاوارد هاکس، کارگردان آمریکایی
- ۲۰۲۰ - لوک هارپر، بازیکن کشتی کج

## مناسبت‌ها
- روز باکسینگ در اتحادیه کشورهای همسود
- روز پدر در بلغارستان
- روز استقلال و اتحاد در اسلوونی

## جُستارهای وابسته
- ویکی‌پدیا:یادبودهای برگزیده/۲۶ دسامبر